# 아들과 연인 (1960년 영화)
아들과 연인(Sons And Lovers)은 영국에서 제작된 잭 카디프 감독의 1960년 영화이다. 트레버 하워드 등이 주연으로 출연하였고 제리 워드 등이 제작에 참여하였다.

## 출연

### 주연
- 트레버 하워드
- 딘 스톡웰

### 조연
- 웬디 힐러
- 마리 우레
- 헤더 시어스
- 윌리엄 루카스
- 콘러드 필립스
- 어니스트 더시거

## 제작진
- 원작자: 데이비드 허버트 로렌스
- 미술: 토머스 N. 모라핸
- 의상: 마가렛 퍼스
- 배역: 노라 로버츠